# Jevíčko
Jevíčko (niem. Gewitsch) − miasto w Czechach, w kraju pardubickim. Według danych z 31 grudnia 2003 powierzchnia miasta wynosiła 2 325 ha, a liczba jego mieszkańców 2 886 osób.

## Demografia
| Rok             | 1970  | 1980  | 1991  | 2001  | 2003  |
| --------------- | ----- | ----- | ----- | ----- | ----- |
| Liczba ludności | 2 526 | 2 754 | 2 688 | 2 829 | 2 886 |

Źródło: Czeski Urząd Statystyczny